# Lelydorp

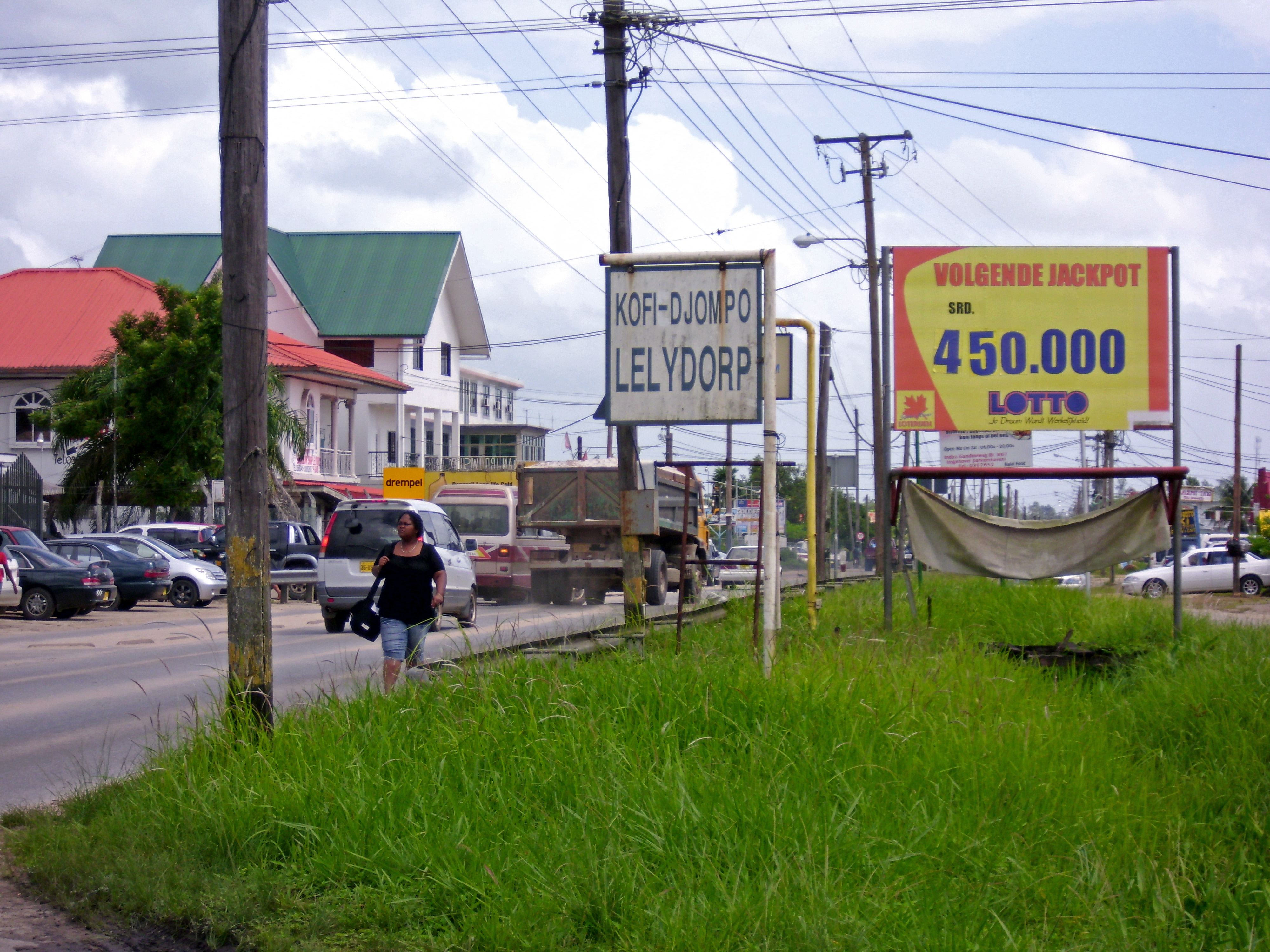
Lelydorp

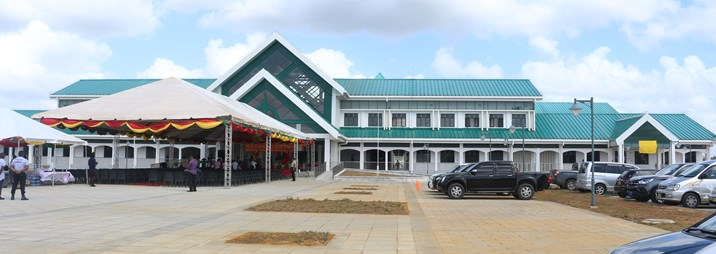
Hospital Regional de Wanica

Lelydorp es la capital del distrito surinamés de Wanica. Con una población cercana a los 19.000 habitantes es la segunda ciudad de Surinam después de Paramaribo. Está ubicada en las coordenadas 5°42′N 55°14′O / 5.700, -55.233 a lo largo de una vía que une Paramaribo con Zanderij unos 18 km al sur de la capital. Originalmente llamada Kofi Djompo, fue renombrada en 1905, por Cornelis Lely un ingeniero neerlandés, quien en ese momento era el gobernador de la Guayana Neerlandesa (hoy Surinam) y era responsable de muchos proyectos hídricos en los Países Bajos.
Lelydorp limita al norte con los ressorts Koewarasan y De Nieuwe Grond; al este con el ressort Houttuin, al sur con el distrito de Para y al oeste con Saramacca
La historia de esta ciudad relata que había un esclavo rebelado, llamado Kofi que fue capturado por los Holandeses y condenado a la decapitación, para exhibir su cabeza y enseñar a los demás las consecuencias de escaparse; pero saltó a la corriente del río y en efecto pudo escapar. Kofi Djompo significa El salto de Kofi y Kofi es un nombre africano muy común, que significa nacido un viernes.
A principios del siglo XX era una estación del ferrocarril en un terreno casi deshabitado, posteriormente llegaron los javaneses a asentarse durante los años veinte en calidad de obreros y son el grupo humano más numeroso en la actualidad, seguidos de los indostanos y los criollos. Continúa  siendo una estación para los viajeros que van desde la capital al interior del país, además de un importante centro de servicios para la región, ya que cuenta con colegios, escuelas, hospitales y centros de negocios, restaurantes y pequeños hoteles. Es sede del comisario del distrito y del gobierno regional y un centro penitenciario llamado Santo Boma, el más importante del país, se encuentra en las afueras de la cabecera por su lado oeste.
Lelydorp es hermana de la ciudad holandesa de Lelystad.